# Карл Долежал
Карл (Карло, Карел) Долежаль (Долежал, Долєжаль, чеськ. Karel Doležal) (нар. 1883 р. — †1924, м. Кладно, Чехословаччина) — підполковник Генерального Штабу Української Галицької Армії.

## Життєпис

Офіцери 3-го корпусу УГА. Сидять зліва направо: (другий) Мирон Тарнавський, Володимир Генбачів, Григорій Коссак, Карл Долежал

Карел Долежал народився 1883 р. в с. Лгота під Лібчанами поблизу міста Градец Кралове в Чехії, на той час частини Австро-Угорської імперії.
У званні отамана УГА був начальником штабу III корпусу, автором операції «Вовчухівська офензива». Генерал Омелянович-Павленко (тодішній Начальний вождь УГА) у зв'язку з призначенням К. Долежала начальником III корпусу писав:

| «Тому його [командира III корпусу полковника Г. Коссака[3]] підсилено солідною силою полк. Ген. Штабу Долєжалем, який визначався тактовністю, спокоєм, розважливістю, методичністю та тривкою технікою, чого саме полковникові Г. Коссакові бракувало» [4]. |
Згодом К.Долежал стає підполковником Генштабу (звання було присвоєно постановою Диктатора ЗУНР Євгена Петрушевича від 17 червня 1919 р.), а з червня 1919 року — начальником Військової Канцелярії Диктатора ЗОУНР-ЗУНР. У серпні 1919 р. під час спільного походу Армії УНР і УГА на Київ і Одесу Долежал був призначений начальником оперативного відділу Штабу Головного Отамана. Генерал-хорунжий військ УНР Юрій Тютюнник так характеризував позицію К.Долежала в найскрутніший для УГА час (листопад 1919 р.):

| «Зі штабних старшин найбільшу твердість і далекозорість виявив п. Долєжаль. Він один говорив, що наші армії можуть продержатися, поки Червоні Росіяне почнуть гнати Білих на Південь» [7]. |
Пізніше служив у чехословацькій армії (офіцер генштабу Чехословацької армії).
Помер у 1924 р. в м. Кладно в Чехії.